# NGC 1363
NGC 1363 è una lontana galassia a spirale barrata situata nella costellazione dell'Eridano, a una distanza di circa 453 milioni di anni luce dalla nostra Via Lattea.

## Scoperta
La galassia è stata scoperta il 31 dicembre 1877 dall'astronomo statunitense Sherburne Wesley Burnham.

## Descrizione
NGC 1363 presenta una larga riga a 21 cm dell'idrogeno neutro.